# Chad Brown
Chad Brown (New York, 13 agosto 1961 – New York, 2 luglio 2014) è stato un giocatore di poker, attore e personaggio televisivo statunitense.
Trasferitosi a Los Angeles negli anni novanta, iniziò a lavorare a Hollywood interpretando alcuni ruoli secondari in film e serie televisive fra cui Basket Case 2 e Miami Hustle. Ha inoltre partecipato al gioco televisivo statunitense Caesars Challenge ed è stato il presentatore della serie televisiva The Ultimate Poker Challenge.
Nel corso del 2011 Brown ha dovuto affrontare un'operazione per l'asportazione di un tumore, che tuttavia si è ripresentato mesi dopo. Proprio a causa del tumore, Brown è morto il 2 luglio 2014 all'età di 52 anni.
Chad Brown è stato sposato con la giocatrice di poker Vanessa Rousso, da cui si è separato nel 2012.

## Poker
Ha ottenuto il primo ITM alle WSOP 1993, mancando di poco il tavolo finale nell'evento $1.500 Limit Hold'em. Complessivamente vanta 30 piazzamenti a premi WSOP, inclusi: un terzo posto nel 2002 al $1.500 Omaha Hi-Lo Split; un secondo posto nel $1.500 Omaha Hi-Lo Split (vinto da Ted Forrest); un secondo posto nel 2005 al $2.000 Seven Card Stud Hi-Lo. Non ha mai vinto un braccialetto delle World Series of Poker.
Brown ha anche partecipato ad un tavolo finale del World Poker Tour, nel corso della quarta stagione, piazzandosi al sesto posto al Bay 101 Shooting Star.
Ha vinto l'evento $5000 H.O.R.S.E. del World Championship of Online Poker nel 2006, ed ha disputato la finale del National Heads-Up Poker Championship, perdendo in heads-up contro Paul Wasicka.
Nel 2007 ha ottenuto un settimo posto al World Poker Finals nel $4.800 No Limit Hold'em. Nel 2008 si è piazzato terzo in un evento del format Poker After Dark. Alle WSOP 2009 ha chiuso al terzo posto il $10.000 World Championship Limit Hold'em ed al quarto il $1.500 Seven Card Stud Hi-Lo. Sempre nel 2009 ha vinto la cifra di 225.567 dollari al Gulf Coast Poker Championship.
Nel 2006 la rivista di settore Bluff Magazine l'ha nominato Giocatore dell'anno.
Al 2011 le sue vincite totali nei tornei live hanno superato i 3 milioni di dollari, di cui oltre 1 milione vinti alle WSOP.
Il 27 giugno 2014, ormai malato in fase terminale, è stato insignito di un braccialetto WSOP ad honorem da Jack Effel, tournament director delle WSOP.